# Frank Zeller
Frank Zeller (* 23. April 1969 in Burgberg, heute Stadtteil von Giengen an der Brenz) ist ein deutscher Schachspieler, -autor und Trainer.

## Leben

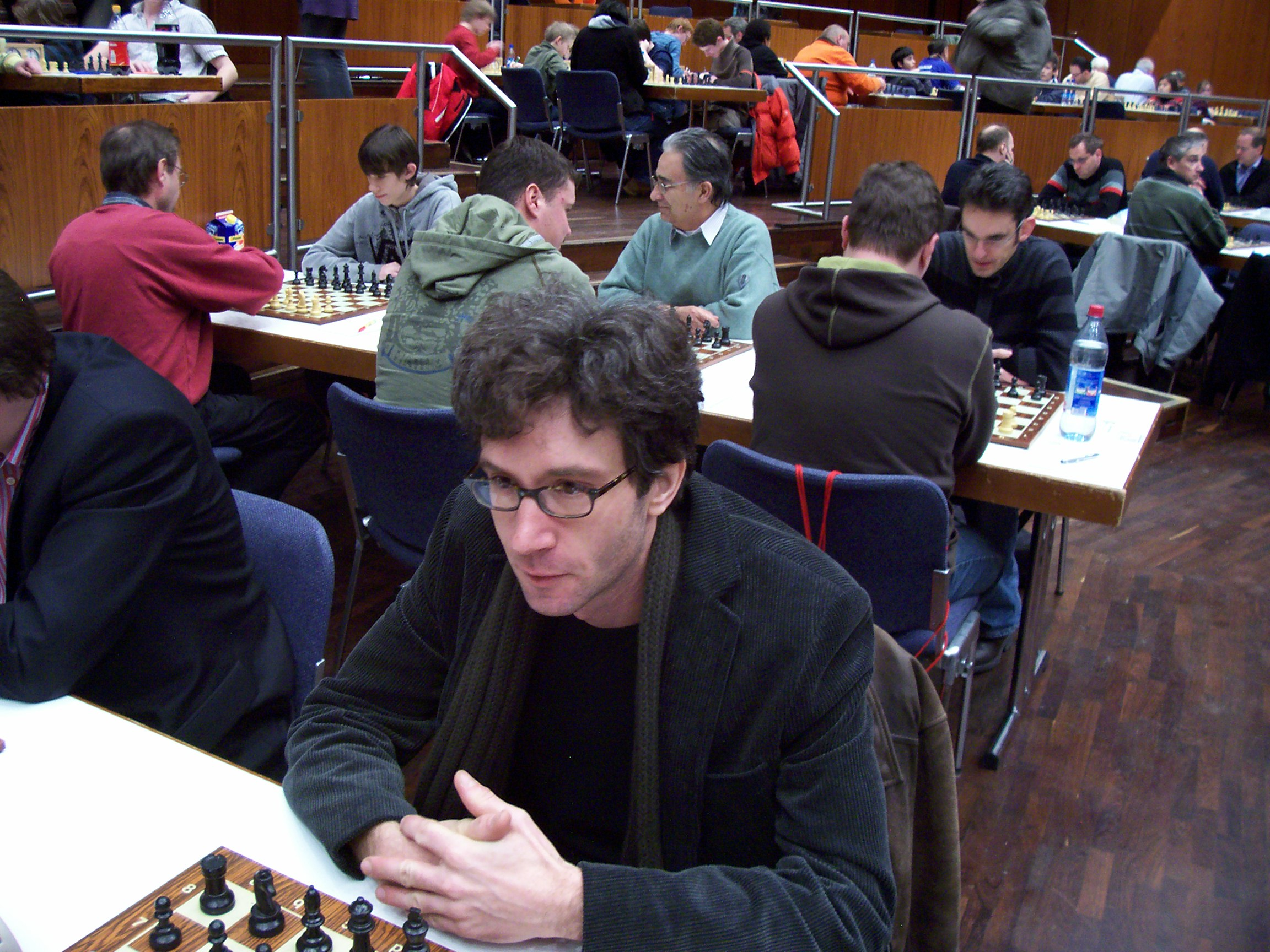
Frank Zeller am 2. Januar 2009 beim Staufer Open in Schwäbisch Gmünd

Frank Zeller wohnt seit 1992 in Tübingen und hat an der dortigen Eberhard Karls Universität Geschichte und Philosophie studiert. Zeller schreibt Artikel für Schachzeitschriften, zum Beispiel erscheinen von ihm Turnierberichte regelmäßig in der Rochade Europa.

## Erfolge
Seit 2001 ist er Internationaler Meister. Seine erste IM-Norm erfüllte er bei den Deutschen Meisterschaften 1996 in Dudweiler. Die zweite Norm bekam er in der 2. Bundesliga Süd 2000, die dritte bei einem Tübinger Turnier 2001.
Im Jahre 1987 wurde er beim 1. Schwarzwald-Open in Altensteig geteilter Erster, 2006 gewann er das Herbstopen in Deizisau und 2007 das 6. Sparkassen-Open in Forchheim. Zeller war württembergischer Einzelmeister 1997, 1999, 2001 und 2003, württembergischer Meister im Schnellschach wurde er 1998 und 2001.
In der deutschen 1. Bundesliga spielte er von 1994 bis 1996 für den SV Tübingen 1870, von 2001 bis 2003 für die Stuttgarter Schachfreunde und von 2014 bis 2018 für den SK Schwäbisch Hall. In der Saison 2018/19 war Zeller für die SF Deizisau gemeldet, kam allerdings nur für die zweite Mannschaft in der Oberliga Württemberg zum Einsatz, seit der Saison 2019/21 spielt er für BCA Augsburg. Zeller hat auch schon für die Schachvereine VfL Sindelfingen und SG Schwäbisch Gmünd in der 2. Liga Süd und der Oberliga Württemberg gespielt. In den Schweizer Nationalligen B und A sowie der Schweizer Bundesliga spielt er für den SC Bodan.

## Werke
- Anti-Anti-Sizilianisch – Mureys Gegengift 1. e4–c5 2. c3–b6. Schachverlag Kania, Schwieberdingen 2005, ISBN 3-931192-31-8. (Erstveröffentlichung 1996)
- Sizilianisch im Geiste des Igels. Schachverlag Kania, Schwieberdingen 2000, ISBN 3-931192-15-6.
- Das Tübinger Meisterturnier 2001. Promos, Pfullingen 2002, ISBN 3-885020-26-2.
- Einblicke in die Meisterpraxis. Schachverlag Kania, Schwieberdingen 2004, ISBN 3-931192-27-X.
- mit Tim Hagemann: Vergessene Meister. Schachverlag Kania, Eberdingen 2018. ISBN 978-3-931192-40-2.